# Charles Lallemand (Illustrator)
Martin Jacques Charles Lallemand (* 30. November 1826 in Straßburg; † 20. Oktober 1904 in Bordeaux) war ein französischer Jurist, Journalist, Zeichner, und Maler.

## Leben

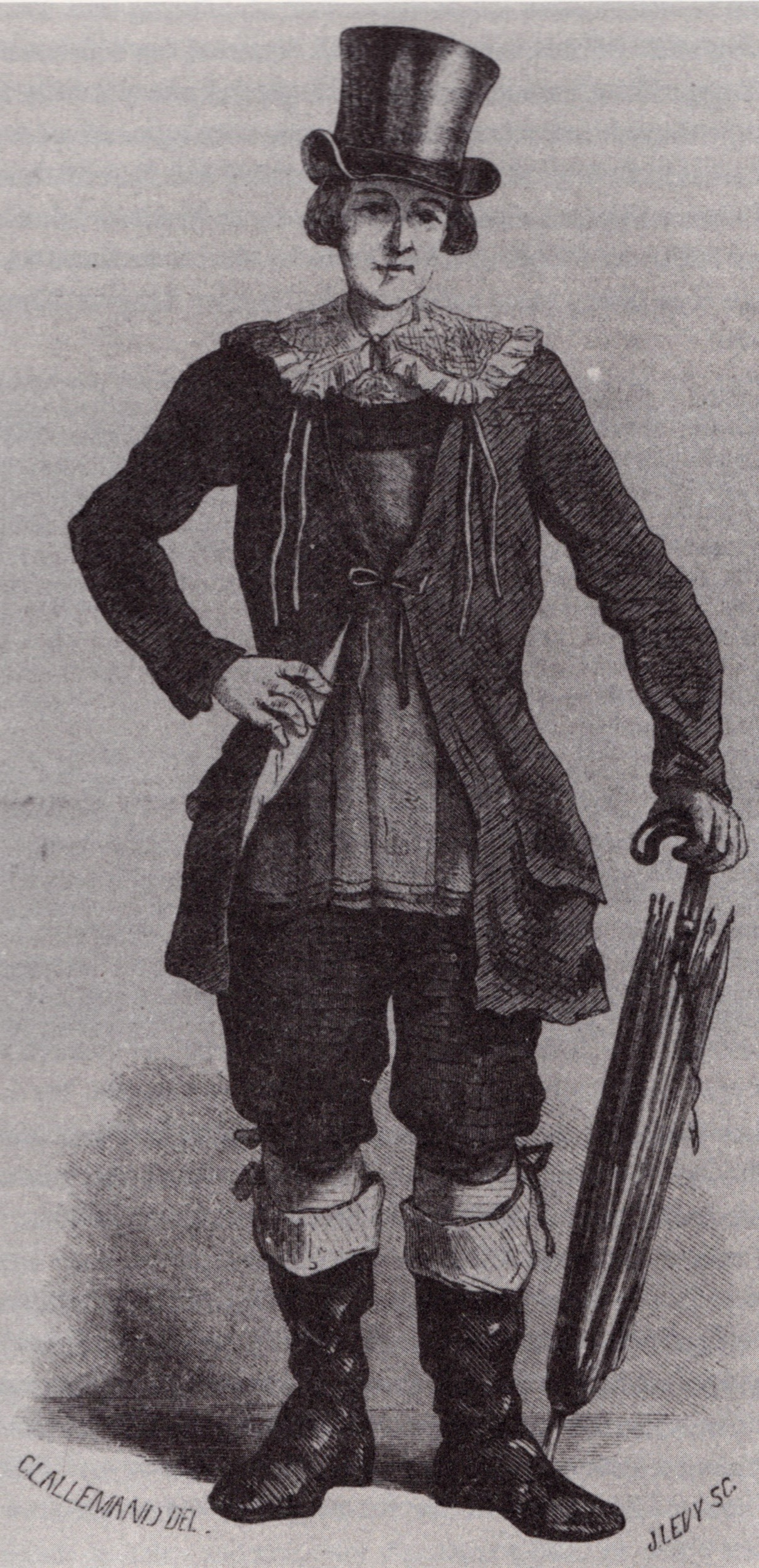
Junger Hotze mit Hotzenflinte, Illustration von J. Levy nach Lallemand 1859

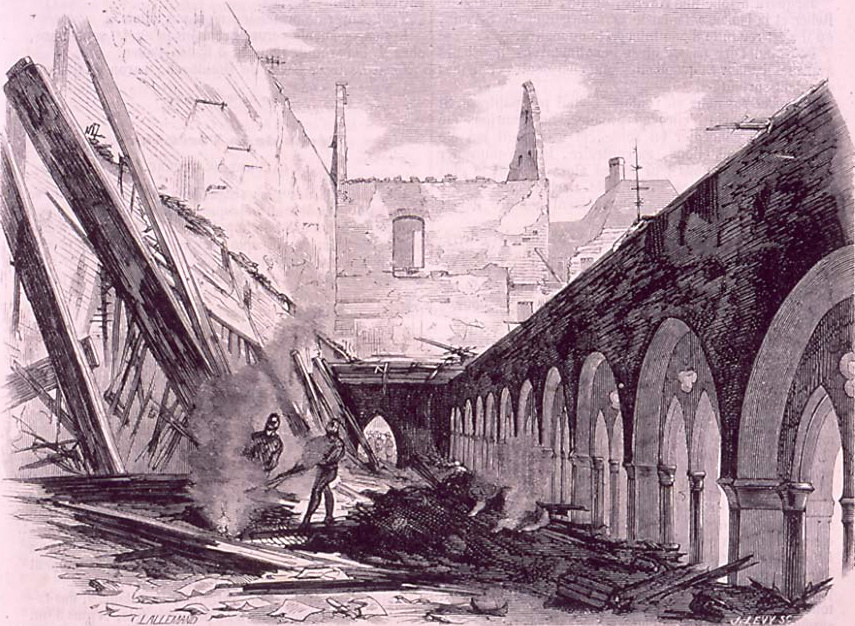
Brandruine des Dominikanerklosters in Straßburg, Illustration von J. Levy nach Lallemand 1860

Charles Lallemand, mit vollem Taufnamen Charles Martin Jacques Lallemand, wurde am 30. November 1826 im damals französischen Strasbourg geboren. Nach einem Jurastudium verlegte sich Lallemand auf den Journalismus und arbeitete als freier Mitarbeiter für französische und deutsche Zeitungen wie das Magazine pittoresque, Le Monde moderne, die Illustrierte Welt, Über Land und Meer und Das Waldheim. Lallemand veröffentlichte 1860 Trachtendarstellungen aus dem Elsass und dem Großherzogtum Baden (Les Paysans badois), die er mit Drucken nach eigenen Zeichnungen illustrierte. 1861 bis 1866 gab Lallemand den Mercure de Bade (Strasbourg, Paris und Baden-Baden) heraus, eine saisonale illustrierte Revue, die sich an das internationale Publikum Baden-Badens richtete. Ab 1863 arbeitete Lallemand mit dem englischen Fotografen Ludovico Wolfgang Hart, dem Schriftsteller Émile Solié und dem Pariser Kaufmann und Verleger Armand Varroquier (1829-?) zusammen. Lallemand und seine Geschäftspartner planten die Herausgabe einer fotografischen Universalgalerie der im Verschwinden begriffenen Trachten und Kleidungen der Völker. Innerhalb von acht Monaten bereisten Lallemand und Hart 1864 das Elsass, Baden, Württemberg und die Schweiz und schufen sich einen Grundstock von 200 Aufnahmen aus dem Alltagsleben und den Festtagen der ländlichen Bevölkerung. Ab dem Januar 1865 gelangten die Aufnahmen aus den Vogesen, dem Großherzogtum Baden und dem Königreich Württemberg über den Kunsthandel als Einzelaufnahmen oder im Abonnement an Interessenten. Der besondere Reiz und Wert der Darstellungen liegt darin, dass die Aufnahmen, wenn auch gestellt, in der natürlichen Umgebung entstanden. Die Veröffentlichungen waren als Vorlagen für Künstler und Grafiker gedacht. In ihrer Klarheit und Ausdrucksstärke unterschieden sie sich deutlich von den kommerziellen Produktionen der Zeit. In der badischen Trachtenliteratur und auf dem Kunstmarkt werden die Fotografien Harts fälschlicherweise Lallemand zugeschrieben. Ein Teil der Produktion wurde separat als Stereokarten vermarktet. Im Sommer 1865 bereisten Charles Lallemand und Ludovico Hart Syrien und Teile von Ägypten. Ende 1865 veröffentlichten Lallemand und Hart die Ergebnisse der Reise in einer Fotomappe mit 41 Aufnahmen in Paris. Bereits 1866 wurde die Galerie universelle des peuples eingestellt. Zwanzig Aufnahmen aus der Baden- und Schwarzwaldserie, dazu auch eine Aufnahme aus dem württembergischen Betzheim, wurden in Paris 1866 von der Librairie du petit journal mit erfundenen Titeln und ohne Ortsbezug zu einem illustrierten Unterhaltungsband mit dem Titel Le Forêt noire,: études, impressions & voyages sur les bords du rhin ohne Hinweis auf den Fotografen Ludovico Hart verwertet.
Bereits vor dem Deutsch-Französischen Krieg von 1870/71 siedelte Lallemand nach Bordeaux um. Ab 1868 gab er das illustrierte Journal Le Bordelais und weitere Tageszeitungen und Wochenblätter heraus. In den 1890er Jahren folgten weitere Publikation mit Illustrationen nach Zeichnungen Lallemands aus Nordafrika. Charles Lallemand verstarb 1904 in Bordeaux, wo er zuletzt die Monatszeitschrift La Vigne et le vin en Gironde, herausgab.

## Veröffentlichungen
- Les Paysans Badois. Esquisse de moeurs et de coutumes. Texte et dessins par Charles Lallemand, Strassburg, Salomon. Libraire, Rue des Serruriers 31 (Typographie de G. Silbermann), 1860. Digitalisat
  - deutsche Ausgabe: Schwarzwälder Volkstrachten : sechzehn Original-Aufnahmen, Straßburg, Schmidt, 1885 Digitalisat
- Guides internationaux illustrés. 2e année. 1865. Londres. Paris-Vienne. Strasbourg : impr. de G. Silbermann, 1865.
- Galerie universelle des peuples: Alsace, publiée par Charles Lallemand [et Hart et Émile Solié], mit 16 Fotos, Einführender Text von Paul Ristelhuber, Strasbourg (9, rue des Grandes-Arcades), 1865.
- Galerie universelle des peuples : Wurtemberg, Strasbourg : Bureau central de vente et d'abonnement , 1865.
- Galerie universelle des peuples : Grandduché de Bade, publiée par Charles Lallemand [et Hart et Émile Solié]; Strasbourg (9, rue des Grandes-Arcades), 1865.
- Galerie universelle des peuples : La Forêt noire, publiée par Charles Lallemand [et Hart et Émile Solié], Einführender Text von Émile Solié, Strasbourg (9, rue des Grandes-Arcades), 1865.
- Galerie universelle des peuples. / .I, Syrie, publiée par Charles Lallemand [et Hart et Émile Solié]; Strasbourg (9, rue des Grandes-Arcades), 1865.
- Les richesses gastronomiques de la france. Les vins de bordeaux, Hetzel, 1868.
- Guide to the Eiffel Tower : the only "guide" authorized by M. Eiffel, Paris, Imprimerie Brevetée Michels et fils, 8 et 10, passage du Caire, 8 et 10, 1890.
- L'Ouest de l'Algérie. Réseaux exploités par la compagnie de l'Ouest-Algérien, lignes de l'Ouest-Algérien et de la Cie franco-algérienne, Paris, Challamel, 1891.
- La Tunisie, pays de protectorat français, texte et dessins, par Charles Lallemand, Paris, Challamel, 1892.
- D'Alger à Constantinople : Jérusalem-Damas. Ch. Lallemand, Paris, Librairies-imprimeries réunies, nicht datiert.
- Vingt jours à Tunis et en Tunisie: retour en France par Biskra et Constantine, Paris,  May & Motteroz, 1893.
- Le Caire, avec une préface de Pierre Loti, Alger, Gervais-Courtellemont, 1894.